# 石文彩
石文彩，湖北人，清朝政治人物。舉人出身。
道光元年，接替李本瑤。擔任江蘇宜興縣知縣。后由顏棠接任。他還當過安陽縣訓導。